# Província d'Oristany
La província d'Oristany, (Provìntzia de Aristanis en sard, Provincia di Oristano en italià) és una província que forma part de la regió de Sardenya, a Itàlia. La seva capital és Oristany.
Orientada a l'oest al mar de Sardenya, limita al nord amb la província de Sàsser, a l'est amb la província de Nuoro i al sud amb la província de Sardenya del Sud.
Té una àrea de 2.990,45 km², i una població total de 160.324 hab. (2016). Hi ha 87 municipis a la província.